# Thaxterogaster causticus
Thaxterogaster causticus (Fr.) Niskanen & Liimat. – gatunek grzybów należący do rodziny zasłonakowatych (Cortinariaceae).

## Systematyka i nazewnictwo
Pozycja w klasyfikacji według Index Fungorum: Cortinarius, Cortinariaceae, Agaricales, Agaricomycetidae, Agaricomycetes, Agaricomycotina, Basidiomycota, Fungi.
Po raz pierwszy w 1838 r. opisał go Elias Fries, nadając mu nazwę Cortinarius causticus. W 2022 r. Tuula Niskanen i Kare Liimatainen przenieśli go do rodzaju Thaxterogaster
Synonimy:
- Cortinarius causticus Fr. 1838
- Cortinarius causticus var. cariosipes Melot 1995
- Cortinarius causticus Fr. 1838 var. causticus
- Cortinarius causticus var. tenuisporus Moënne-Locc. & Fillion 2000
- Hygramaricium causticum (Fr.) Locq. 1979
- Phlegmacium causticum (Fr.) Ricken 1912[2].

## Morfologia
Kapelusz
Średnica 3–6 cm, początkowo półkulisty do stożkowo-wypukłego, potem wypukły. Jest higrofaniczny. Powierzchnia bardzo drobnowłókienkowata, pokryta białą zasnówką, początkowo na tle żółtym lub morelowym, potem ochrowopomarańczowym, jaskrawoczerwonym do brązowego. Obrzeże czasami prążkowane.
Blaszki
Przyrośnięte, średnio gęste, początkowo kremowe lub szarobiałe, potem brązowoochrowe, w końcu rdzawobrunatne.
Trzon
Wysokość do 3–7 cm, grubość 0,4–1 cm, cylindryczny, początkowo pełny, potem watowaty. Powierzchnia pokryta białą lepką osłoną, po jej zniknięciu ma barwę żółtą. Czasami występuje niewyraźna strefa pierścieniowa.
Miąższ
Białawy do ochrowego. Zapach słaby, smak cierpki, skórka gorzka.
Cechy mikroskopijne
Zarodniki jajowato-elipsoidalne, umiarkowanie lub grubo brodawkowane, lekko dekstrynoidalne, 6–7,5 × 3,5–4,2 (5) μm.

## Występowanie i siedlisko
W Polsce stanowiska tego gatunku po raz pierwszy podali Karasiński i in. w 2015 r. w Kampinoskim Parku Narodowym.
Rośnie na ziemi, w suchych, piaszczystych lasach sosnowych. Owocniki pojawiają się od września do października.